# Chińska Republika Ludowa na Letnich Igrzyskach Olimpijskich 1988
Chińską Republikę Ludową na Letnich Igrzyskach Olimpijskich 1988 reprezentowało 273 sportowców, którzy zdobyli 28 medali, w tym 5 złotych.

## Zdobyte medale
| Medal                | Zawodnik | Konkurencja                                                                                      |
| gimnastyka sportowa  | gimnastyka sportowa | gimnastyka sportowa                                                                              |
| -------------------- | --- | ------------------------------------------------------------------------------------------------ |
| Złoto                | Lou Yun | skok na koniu mężczyzn                                                                           |
| Brąz                 | Lou Yun | ćwiczenia na podłodze mężczyzn                                                                   |
| lekkoatletyka        | |                                                                                                  |
| Brąz                 | Li Meisu | pchnięcie kulą kobiet                                                                            |
| piłka siatkowa       | |                                                                                                  |
| Brąz                 | Li Guojun Hou Yuzhu Yang Xilan Su Huijuan Jiang Ying Cui Yongmei Yang Xiaojun Zheng Meizhu Wu Dan Li Yueming Wang Yajun | turniej kobiet                                                                                   |
| pływanie             | |                                                                                                  |
| Srebro               | Yang Wenyi | 50 m stylem dowolnym kobiet                                                                      |
| Srebro               | Zhuang Yong | 100 m stylem dowolnym kobiet                                                                     |
| Srebro               | Huang Xiaomin | 200 m stylem klasycznym kobiet                                                                   |
| Brąz                 | Hong Qian | 100 m stylem motylkowym kobiet                                                                   |
| podnoszenie ciężarów | |                                                                                                  |
| Srebro               | He Yingqiang | -56 kg mężczyzn                                                                                  |
| Brąz                 | He Zhuoqiang | -52 kg mężczyzn                                                                                  |
| Brąz                 | Liu Shoubin | -56 kg mężczyzn                                                                                  |
| Brąz                 | Ye Huanming | -60 kg mężczyzn                                                                                  |
| Brąz                 | Li Jinhe | -67,5 kg mężczyzn                                                                                |
| skoki do wody        | |                                                                                                  |
| Złoto                | Xu Yanmei | skoki z platformy 10-metrowej mężczyzn                                                           |
| Złoto                | Gao Min | skoki z trampoliny 3-metrowej kobiet                                                             |
| Srebro               | Tan Liangde | skoki z trampoliny 3-metrowej mężczyzn                                                           |
| Srebro               | Xiong Ni | skoki z platformy 10-metrowej mężczyzn                                                           |
| Srebro               | Li Qing | skoki z platformy 10-metrowej kobiet                                                             |
| Brąz                 | Li Deliang | skoki z trampoliny 3-metrowej mężczyzn                                                           |
| strzelectwo          | |                                                                                                  |
| Srebro               | Huang Shiping | karabin małokalibrowy ruchoma tarcza z sylwetką "biegnącego dzika" (50 m indywidualnie) mężczyzn |
| Brąz                 | Xu Haifeng | pistolet pneumatyczny 10 m mężczyzn                                                              |
| tenis stołowy        | |                                                                                                  |
| Złoto                | Chen Longcan Wei Qingguang                                                                                              | debel mężczyzn                                                                                   |
| Złoto                | Chen Jing | singiel kobiet                                                                                   |
| Srebro               | Li Huifen | singiel kobiet                                                                                   |
| Srebro               | Chen Zihe Gao Jun | debel kobiet                                                                                     |
| Brąz                 | Jiao Zhimin | singiel kobiet                                                                                   |
| wioślarstwo          | |                                                                                                  |
| Srebro               | Zhang Xianghua Hu Yadong Yang Xiao Zhou Shouying Li Ronghua                                                             | czwórka ze sternikiem kobiet                                                                     |
| Brąz                 | Zhang Xianghua Hu Yadong Yang Xiao Zhou Shouying Li Ronghua Han Yaqin He Yanwen Zhang Yali Zhou Xiuhua                  | ósemka kobiet                                                                                    |